# 7781 Townsend
7781 Townsend este o planetă minoră (asteroid) din centura de asteroizi. A fost descoperită pe 19 august 1993 la Observatorul Palomar de Eleanor F. Helin. 
Obiectul prezintă o orbită caracterizată de o semiaxă mare de 1,9566716 UAi, o excentricitate de 0,07, o înclinație de 18,6908 ° în raport cu ecliptica.